# Tittmoning

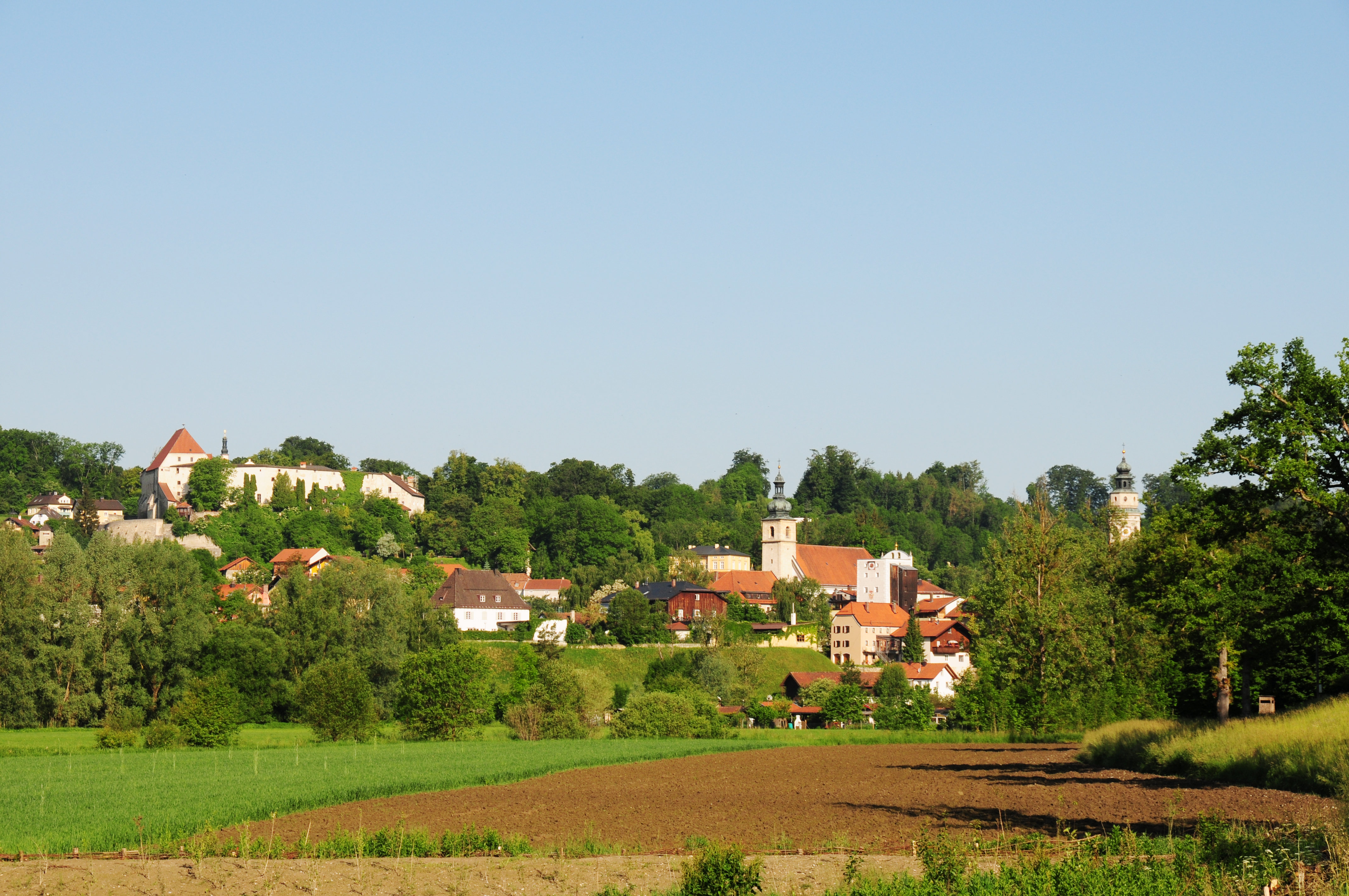

Tittmoning är en stad i Landkreis Traunstein i Regierungsbezirk Oberbayern i förbundslandet Bayern i Tyskland.